# 90 Church Street
90 Church Street, går också under namnen US Post Office–Church Street Station och Federal Office Building, är ett höghus på Manhattan i New York, New York i USA. Den används som kontorsfastighet främst för offentlig förvaltning åt delstaten New York.
Byggnaden uppfördes mellan 1933 och 1935. Höghuset är 79,86 meter hög och har 16 våningar.
Den 11 maj 1989 blev 90 Church Street ett byggnadsminne på nationell nivå.

## Hyresgäster
Ett urval av hyresgäster:
- New York City Police Department[2]
- New York State Department of Health[2]
- New York State Department of Public Health[2]
- New York State Department of Public Service[2]
- New York State Office of Medicaid Inspector General[2]
- New York State Public Service Commission[2]
- Regional Greenhouse Gas Initiative[4]